# İğdir

Das Zeichen der İğdir

Die İğdir waren ein oghusischer Stamm. 
Mahmud al-Kāschgharī erwähnte sie unter dem Namen İgdir als einen der 24 oghusischen Stämme. Als Totemtier hatten sie einen Habicht. Ihr Stammesname bedeutet im Alttürkischen Wohltat oder Heldentat.